# Русе – Гюргево
Фериботната линия Русе – Гюргево е железопътна фериботна връзка между дунавските пристанища Русе и Гюргево, окръг Гюргево, Румъния.
През 1937 г. между България и Румъния е сключен договор за изграждане на фериботния комплекс Русе – Гюргево. На следващата година са проведени търговете (в конкурса участват 28 специализирани фирми), след което за около 2 години и 4 месеца строителството е завършено. Официалното откриване става на 10 декември 1940 г.
Фериботът се е намирал югозападно от гара Русе-пристанище, в лимана на река Русенски Лом, където е изградено т. нар. „зимно“ пристанище, където се прибират корабите през зимния сезон за защита от ледохода и замръзванията на реката.
С изграждането на съоръженията са ангажирани следните фирми:
- MAN-Werk Gustavsburg – германска фирма, главен изпълнител на всички мостови конструкции и механични инсталации за 2-те брегови съоръжения; доставчик на фериботни кораби;
- Wayss & Fraytag – германска фирма, изпълнител на строителството на подходите, пристанищния кей и изходните канали;
- Hojgaard & Schultz – датска строителна фирма, изпълнител на техническия проект на основите, фундаментите и пристанищните съоръжения;
- Gutenhoffnungshütte Werft in Walsum – германска фирма, строител на фериботни кораби;
- Дунавска строителна секция Русе – прилежаща железопътна инфраструктура за обслужване на ферибота.

Пътят на фериботните кораби (с имена „София“ и „Букурещ“) от корабостроителницата (намираща се на Рейн) до Дунав преминава през Атлантическия океан, Средиземно и Черно море. По пътя корабът „Букурещ“ е торпилиран и потъва (Втората световна война вече е в ход). Така само българският „София“ остава да обслужва фериботната връзка.
Фериботният комплекс се състои от подход с дължина над 200 m, представляващ съоръжение от 5 отделни мостови ферми с дължина по 35 m и накланяща конструкция с монтирана върху нея сложна железопътна стрелка от релси 31 kg/m (доставена специално за ферибота от фирмата „Круп“) за връзка с 3-те коловоза на фериботния кораб. Самият кораб (полезна дължина 65 m, ширина 15 m, „газене“ 2 m) е бил с товароподемност 450 тона, 920 тона водоизместимост. Задвижва се от 2 бр. четиритактови мотора МАN, с обща мощност 670 к.с. Благодарение на 2-те си витла е изключително маневрен и достига скорост по течението от 16 км/ч, а срещу него – 8 км/ч. На палубата си има 3 коловоза, които могат да поемат до 15 броя двуосни товарни вагони или 3 броя четириосни пътнически. Модерни за времето си системи са осигурявали надлъжния наклон на железния път върху мостовите ферми (в зависимост от речното ниво и поемания товар), а също и устойчивостта на самия фериботен кораб. Капацитетът на комплекса от 100 вагона за денонощие за времето си е считан за сериозно постижение. Корабът „София“ е бил пригоден да се движи и при силен ледоход, така че работата му се е прекъсвала за профилактика не повече от 40-50 дни в годината.
Втората световна война оказва влияние върху работата на ферибота и товарите не са в очакваните обеми. Практически от Турция не постъпва почти никакъв товар. Отделно фериботът е „дублиран“ от понтонния мост, изграден при навлизането на германските войски през март 1941 г. в България. От пролетта на 1944 г. комуникациите по вода са силно нарушени заради англо-американските бомбардировки над Гюргево, като са нанесени сериозни поражения върху пристанищната инфраструктура, промишлените обекти и особено върху петролните складове. Съветските войски започват експлоатация на ферибота за военни цели още при пристигането си през септември 1944 г. Огромен брой вагони-цистерни с румънски горива са прехвърлени на българския бряг за нуждите на Червената армия.
След построяването на Моста на дружбата (Русе – Гюргево) през 1954 г. нуждата от ферибота постепенно започва да отпада. В края на неговата експлоатация фериботният кораб „София“ прекарва предимно товарни и много малко пътнически вагони. Предаден е в резерв и се използва от Управлението за проучване и поддържане на плавателния път по река Дунав.